# Harris 1-papyrusen

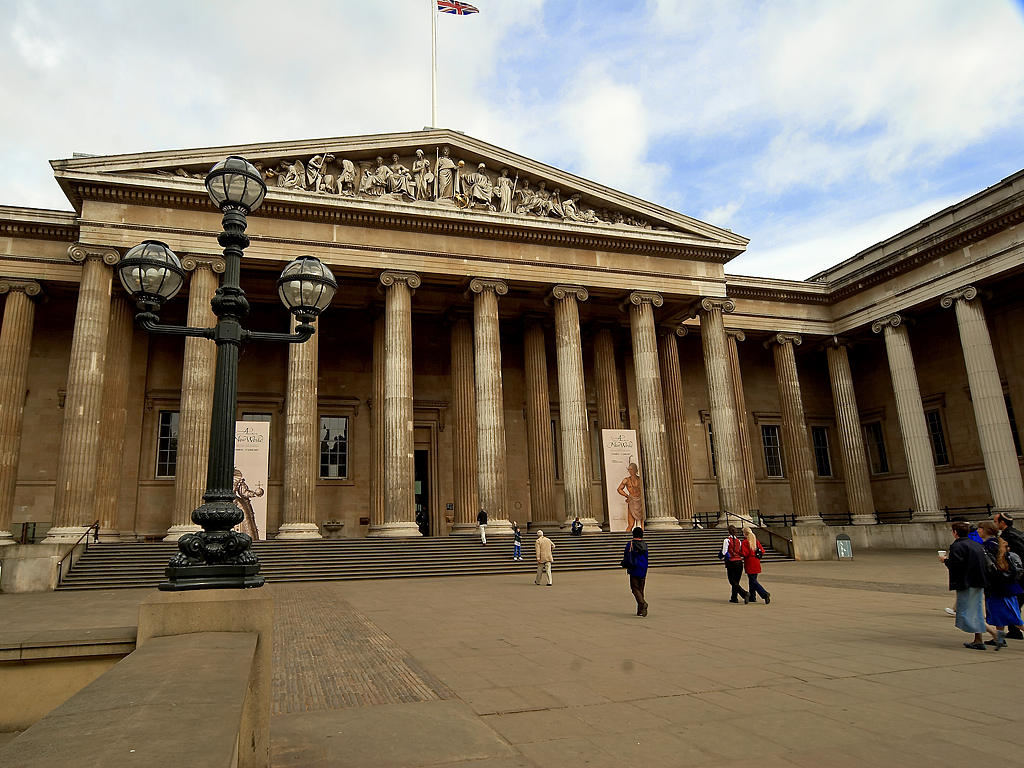
Harris 1 papyrusen förvaras idag på British Museum

Harris 1 papyrusen är den längsta papyrusrulle som upptäckts hittills med längd på cirka 42 meter    . Manuskriptet är från cirka 1100-talet f.Kr. och förvaras idag på British Museum i London.

## Manuskriptet
Papyrusrullen är uppdelad i fem avsnitt  med 117 kolumner och cirka 12 - 13 rader per kolumn. Texten är skriven i hieratisk skrift .
De tre första avsnitt innehåller en lista över tempelbyggen i olika städer och andra gudagåvor under farao Ramses III regeringstid under Egyptens tjugonde dynasti .
Femte avsnittet är en historiedel med bland annat beskrivningar över Setnakhte, Ramses III. kampen mot Sjöfolken och beskrivningar av olika grannfolk . Manuskriptet slutar med Ramses III död och sonen Ramses IV tillträde.
De första tre avsnitt innehåller även bilder på Ramses III och olika gudar .
Manuskriptets arkivnummer i British Museum Ambrosianska biblioteket är EA 9999/43.

## Historia
Papyrusrullen är del av ett större papyrusfynd och upptäcktes på Nilens västra flodbank nära Medinet Habu i Egypten. Tillkomsten dateras till år 1151 f.Kr. .
I februari 1855 köptes delar av fyndet av brittiske Anthony Charles Harris och hamnade i privat ägo . Harris styckade upp rullen i 8 delar.
Efter Harris död 1869 bjöd hans dotter Selima Harris ut samlingen till försäljning.
1872 köptes hela samlingen in av Samuel Birch till British Museum där den finns än idag.